# Регетівка
Регетівка або Реґетівка, Регетовка, Реґетовка (словац. Regetovka) — село в Словаччині, Бардіївському окрузі Пряшівського краю. Розташоване в північно-східній частині Словаччини в північній частині Низьких Бескидів, в долині Регетівської води біля кордону з Польщею.
Вперше згадується у 1618 році. Населене українцями, але після Другої світової війни — під загрозою переселення в УССР — абсолютна більшість селян переписалася на словаків та русинів.
В селі є греко-католицька церква св. Деметрія з 1893 року.

## Населення
| Рік:            | 1993 | 2003     | 2013     | 2023      |
| --------------- | ---- | -------- | -------- | --------- |
| Кількість осіб: | 23   | 18       | 26       | 53        |
| Різниця:        |      | -21,73 % | +44,44 % | +103,84 % |

| Рік:            | 2022 | 2023 |
| --------------- | ---- | ---- |
| Кількість осіб: | 53   | 53   |
| Різниця:        |      | +0 % |

В селі проживає 30 осіб.
Національний склад населення (за даними останнього перепису населення — 2001 року):
- русини — 57,14 %
- словаки — 28,57 %
- чехи — 7,14 %

Склад населення за приналежністю до релігії станом на 2001 рік:
- греко-католики — 85,71 %,
- римо-католики — 7,14 %,
- не вважають себе віруючими або не належать до жодної вищезгаданої церкви — 7,14 %